# 14. september
 For alternative betydninger, se 14. september (flertydig). (Se også artikler, som begynder med 14. september)
14. september er dag 257 i året i den gregorianske kalender (dag 258 i skudår). Der er 108 dage tilbage af året.
Korsets ophøjelsesdag. Kejser Heraclius gør denne dag til en festdag i år 631 til minde om sejren over perserne, hvor det hellige Kristi kors fra gravkirken i Jerusalem bliver tilbageerobret fra hedningene.
14. september eller på nærmeste søndag holdes høstgudstjeneste, høstfest, korsmesse, takkegudstjeneste.

### Begivenheder
Født - Dødsfald
- 1328 - Sjællandske bønder, som har gjort oprør mod at betale skat til holstenerne, slås ned ved Torslunde af grev Gerhard.
- 1741 - George Frideric Händel fuldfører sit oratorium Messias.
- 1770 - Struensee ophæver censuren, og der indføres trykkefrihed i Danmark. Struensees reformer bliver dog senere indskrænket.
- 1812 - Den franske hær under Napoleons ledelse rykker ind i det brændende Moskva.
- 1814 - Francis Scott Key skriver digtet Defence of Fort McHenry, da han ser det amerikanske flag stadig vaje over Fort McHenry efter engelsk bombardement; der sættes senere musik til og sangen The Star-Spangled Banner er skabt. I 1931 bliver sangen udnævnt til amerikansk nationalsang.
- 1829 - Den russisk-tyrkiske krig (1828-1829) afsluttes med indgåelsen af Adrianopeltraktaten, hvorved Det Osmanniske Rige overlader kontrollen med store områder omkring Sortehavet og Balkan til Rusland.
- 1886 - Farvebånd til skrivemaskine patenteres i USA.
- 1891 - Første straffespark nogensinde i en engelsk ligakamp.
- 1901 - Vicepræsident Theodore Roosevelt indsættes som USA's 26. og hidtil yngste præsident, 42 år gammel. Det sker 12 timer efter præsident William McKinley er blevet myrdet af en anarkist.
- 1911 - Den russiske premierminister Pjotr Stolypin bliver skudt i operahuset i Kijev af en jødisk revolutionær under overværelse af zar Nikolaj 2.[1]
- 1930 - Ved valget til den tyske rigsdag bliver nazistpartiet det næststørste politiske parti i Tyskland.
- 1949 - Konrad Adenauer bliver den første vesttyske kansler.
- 1960 - OPEC (The Organization of the Petroleum Exporting Countries) stiftes på en konference i Bagdad af Iran, Irak, Kuwait, Saudi-Arabien og Venezuela. Arkitekten bag er Iraks leder, Abdul Karim Qassim.
- 1964 - Historisk-arkæologisk Forsøgscenter i Lejre åbnes.
- 1975 - Pave Paul 6. proklamerer Elisabeth Ann Seton til USA's første helgen.
- 1978 - Det italienske politi anholder den 30-årige Corrado Alunni som leder af De Røde Brigader og hovedmanden bag mordet på Aldo Moro.
- 1983 - I protest mod russisk nedskydning af sydkoreansk rutefly rutefly 007 kaster amerikanere vodka i havnen i Boston - det berømte teparty samme sted var i 1773.
- 1986 - Flere hundrede BZ'ere barrikaderer sig i Ryesgade på Østerbro og forsvarer sig med brosten og molotovcocktails, da politiet vil rydde ejendommen nr 58. En uge senere forlader de barrikaderne efter indre uoverensstemmelser.
- 1987 - Regeringen indrømmer, at to fængslede danskere i Polen arbejder for Forsvarets Efterretningstjeneste.
- 1992 - FN tropper landsættes i Somalia, for at stabilisere landet og yde hjælp.
- 1993 - Storebæltsfærgen Romsø kolliderer med Vestbroen over Storebælt.
- 2001 - USA sender hangarskib og bombefly til Den Persiske Golf.
- 2006 - Bryggebroen indvies mellem Islands Brygge og Vesterbro.
- 2007 - Finanskrisen 2007-2009: Banken Northern Rock oplever det første bankstormløb i Storbritannien i 150 år og må få garanti fra Bank of England
- 2015 - Den første observation af gravitationsbølger foretages; offentliggørelsen sker den 11. februar 2016.

### Født
- 1760 - Maria Luigi Cherubini, italiensk komponist (død 1842).
- 1769 - Alexander von Humboldt, tysk botaniker og opdagelsesrejsende (død 1859).
- 1886 - Jan Masaryk, tjekkoslovakisk statsmand (død 1946).
- 1903 - Bjarne Forchhammer, dansk skuespiller (død 1970).
- 1910 - Jack Hawkins, engelsk skuespiller (død 1979).
- 1928 - Ejnar Kampp, dansk korleder (død 2007)
- 1936 - Finn Heiner, tidligere sportschef ved Danmarks Radio.
- 1936 - Walter Koenig, amerikansk skuespiller og manuskriptforfatter.
- 1936 - Knud Vad, dansk organist og dirigent (død 2019).
- 1945 - Vibeke Storm Rasmussen, dansk amtsborgmester og regionsrådsformand.
- 1946 - Nina Kavtaradze, georgisk-født, dansk pianist.
- 1949 - Berrit Kvorning, dansk skuespillerinde (død 2019).
- 1949 - Tommy Seebach, dansk musiker (død 2003).
- 1959 - Morten Harket, norsk popmusiker (A-ha).
- 1960 - Melissa Leo, amerikansk skuespillerinde.
- 1965 - Dmitrij Medvedev, russisk politiker.
- 1966 - Morten Helveg Petersen, folketingsmedlem for Det Radikale Venstre.
- 1983 - Amy Winehouse, engelsk sanger (død 2011).
- 1999 - Grev Richard von Pfeil und Klein-Ellguth.

### Dødsfald
- 1321 - Dante Alighieri, italiensk digter (født 1265).
- 1851 - James Fenimore Cooper, amerikansk forfatter (født 1789).
- 1901 - William McKinley, amerikansk præsident (født 1843) - myrdet.
- 1908 - Holger Birkedal, dansk ingeniør, spion og forfatter (født 1848).
- 1927 - Isadora Duncan, amerikansk balletdanser (født 1877).
- 1937 - Tomáš Masaryk, tjekkoslovakisk politiker og landets første præsident (født 1850).
- 1955 - Aage Garde, dansk skuespiller (født 1876).
- 1960 - Anton Hansen, dansk tegner, maler og forfatter (født 1891).
- 1971 - Harald Lander, dansk balletmester og koreograf (født 1905).
- 1975 - Knud Hilding, dansk skuespiller (født 1921).
- 1982 - Grace Kelly, prinsesse af Monaco og tidligere skuespiller (født 1929).
- 1992 - Finn Søeborg, dansk humorist og forfatter (født 1916).
- 2004 - Ove Sprogøe, dansk skuespiller (født 1919).
- 2005 - Robert Wise, amerikansk instruktør (født 1914).
- 2009 - Patrick Swayze, amerikansk sanger og skuespiller (født 1952).

|  | Denne datoartikel kan blive bedre, hvis der indsættes et (bedre) billede Du kan hjælpe ved at afsøge Wikimedia Commons for et passende billede eller uploade et godt billede til Wikimedia Commons iht. de tilladte licenser og indsætte det i artiklen. |

1. ↑  Spencer Jones; Peter Tsouras (30. oktober 2014). Over the Top: Alternative Histories of the First World War. Pen and Sword. s. 125. ISBN 978-1-4738-4109-3.